# Santa Inés Buenavista
Santa Inés Buenavista es una localidad del estado mexicano de Chiapas. Es parte del municipio de Berriozábal.

## Toponimia
El nombre «Santa Inés» hace referencia a la santa patrona de la localidad: Inés de Roma.

## Demografía
| Censo | Población |
| ----- | --------- |
| 2010  | 1 559     |
| 2020  | 2 524     |